# Хуан Арреґуї Ґарай
Хуан Арреґуї Ґарай (ісп. Juan Arregui Garay) — баскський підприємець, президент клубу «Депортіво Алавес» із міста Віторія-Гастейс. Сосіос клубу 4 рази обиради його керманичем їхнього клубу: 15-й, 22-й, 26-й і 31-й за ліком, президент головного футбольного клубу Алави.

## Життєпис
Хуан Арреґуї Ґарай був із числа баскської знаті, бо лише таким родинам доручалося кермування спортивними тогочасними клубами басків. Його предки були місцевими латифундистами, та підприємцями, відтак і Хуану Арреґуї Ґараю випало продовжити їх справи. А в переддень світової війни він очолив найбільшу місцеву сталеливарнц мануфуктуру, розвинувши її, в майбутньому, в найбільший металургійний концерн краю. Тож коли в місті постав спортивний клуб Арреґуї Ґараї стали його акціонерами-партнерами, і так тривало покоління за поколінням.
Хуан Арреґуї Ґарай продовжував родинні фінансово-бізнесові справи і був активним партнером спортивного клубу, а поготів його обрали в 1957 році президентом клубу «Депортиво Алавес». Прийшовши до команди в часі підйому команди (коли вони перебували в головній лізі іспанського футболу), йому вдалося зберегти кістяк колективу. Незмінний тоді тренер Маноло Ечезаррета (Manolo Echezarreta) продовжив такичні експерименти, але прикрі поразки наприкінці сезону опустили команду до числа аутсайдерів. Довелося поборотися за місце в лізі у перехідних іграх, але й в цьому випадку фортуна відвернулася від алавесців. Відтак, втрата місця в Ла-Лізі, спонукала Луїса переглянути свою учась в клубі і він поступився місцем своїм партнерам, наступною знатною родиною Сальвадора Гарсії дель Діестро.
Але, тільки серйозна хвороба спонукала його поступитися посадою президента алавесців, Хуан Арреґуї Ґарай продовжував свої фінансові справи та сприяння спорту в столиці Алави, прививши й своїм нащадкам любов до спорту та клубу.